# Benno Martin
Benno Franz Theodor Martin (* 12. Februar 1893 in Kaiserslautern; † 2. Juli 1975 in München) war ein deutscher Jurist, Polizeibeamter (Bayerische Politische Polizei, Geheime Staatspolizei) und SS-Führer, zuletzt im Rang eines SS-Obergruppenführers und Generals der Waffen-SS und Polizei. Zur Zeit des Nationalsozialismus war er Polizeipräsident in Nürnberg-Fürth und Höherer SS- und Polizeiführer Main.

## Leben

### Herkunft und Erster Weltkrieg
Benno Martin wurde als Sohn eines Oberregierungsrates geboren. Nach Ablegung des Abiturs in seiner Heimatstadt studierte er ab 1911 zunächst für ein Jahr Forstwirtschaft und nahm danach ein Studium der Rechtswissenschaft auf. Er nahm als Kriegsfreiwilliger beim Königlich Bayerischen 10. Feldartillerie-Regiment durchgehend am Ersten Weltkrieg teil, zuletzt im Rang eines Leutnants. Er wurde 1914 mit dem Eisernen Kreuz II. und I. Klasse ausgezeichnet. 1918 erhielt er das Verwundetenabzeichen in Schwarz.
Nach Kriegsende setzte er sein Jurastudium fort, war 1919 Angehöriger des Freikorps Epp und trat 1920 in die Bayerische Landespolizei ein. Während seines Studiums trat er dem Corps Rheno-Palatia München bei. 1920 bestand er das Referendarexamen und 1922 das Assessorexamen. Anschließend promovierte er 1923 an der Universität Erlangen zum Dr. jur. Im Mai 1923 wurde er als höherer Verwaltungsjurist in den bayerischen Staatsdienst aufgenommen: Er war zunächst als Regierungsassessor bei der Regierung von Mittelfranken in Ansbach beschäftigt und wechselte im Oktober 1923 zur neu geschaffenen Polizeidirektion in Nürnberg-Fürth. Zur selben Zeit wurde er zum Regierungsrat befördert. Dort war er in verschiedenen Referaten tätig, bevor er schließlich die Leitung des Verwaltungs- und Theaterreferates übernahm.

### Zeit des Nationalsozialismus

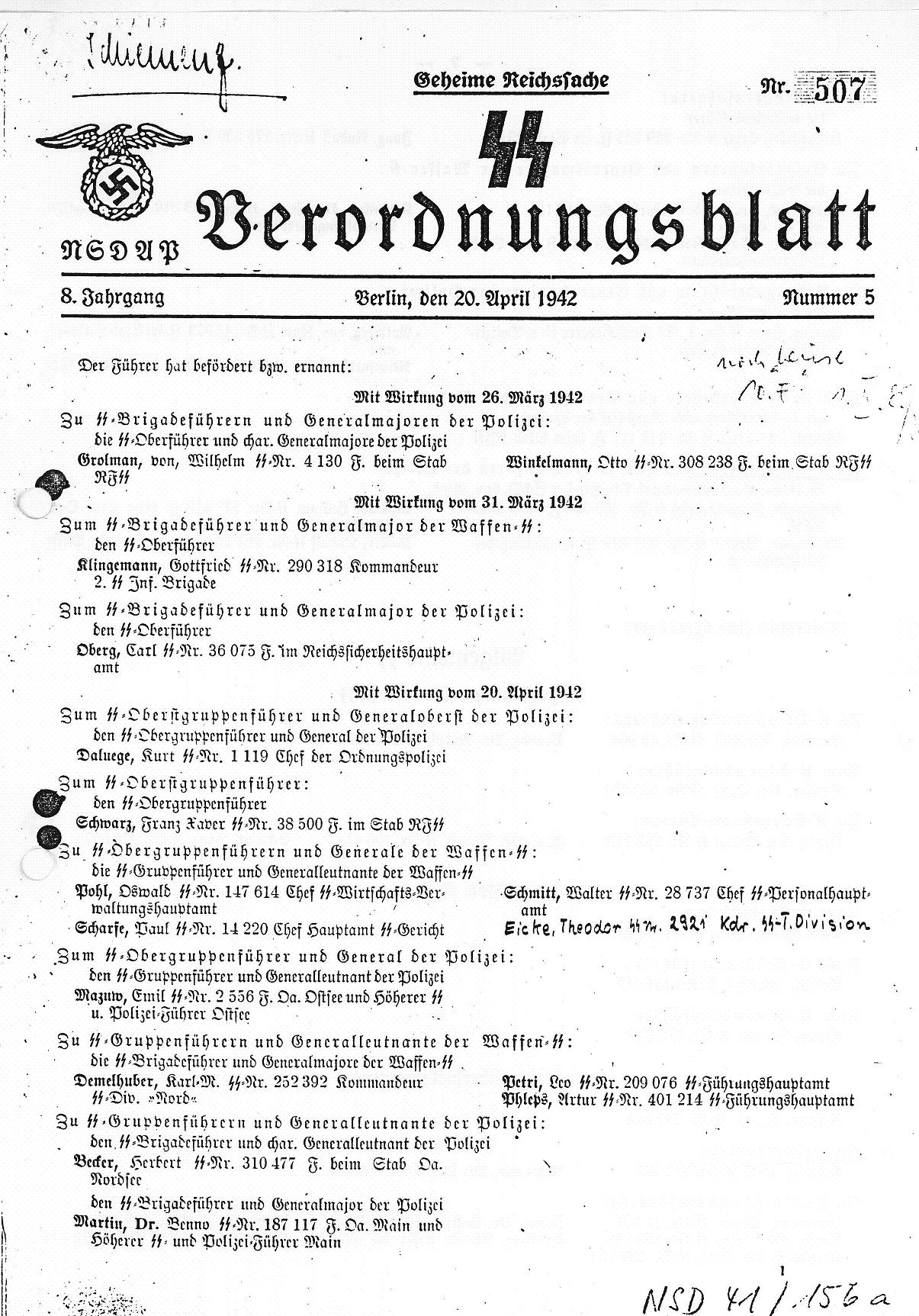
Beförderung zum SS-Gruppenführer an Hitlers Geburtstag 1942 im SS-Verordnungsblatt

Zum 1. Mai 1933 trat er der NSDAP bei (Mitgliedsnummer 2.714.474). Martin war bereits im März 1933 zum kommissarischen Polizeipräsidenten von Nürnberg-Fürth ernannt worden. Im September 1933 wurde er stellvertretender Polizeipräsident von Nürnberg-Fürth und zum 1. Oktober 1934 dort regulärer Polizeipräsident. Nachdem er bereits in Nürnberg die Politische Polizei geleitet hatte, übernahm er im November 1937 die Leitung der Staatspolizeistelle Nürnberg. Sein Vertreter wurde Georg Kiessel, der die Stapostelle geschäftsführend leitete.
Im April 1934 wurde Martin im Rang eines SS-Untersturmführers in die SS aufgenommen (SS-Nummer 187.117), bei der er zügig befördert wurde. Als der SS-Oberabschnitt Main am 1. Mai 1941 organisatorisch vom Oberabschnitt Süd getrennt und verselbstständigt wurde, übernahm Martin dessen Leitung. Seine Beförderung zum Generalmajor der Polizei erfolgte am 30. Januar 1942. Am 17. Dezember 1942 wurde er schließlich zum Höheren SS- und Polizeiführer Main ernannt. Weitere Beförderungen geschahen am 20. April 1942 zum SS-Gruppenführer und Generalleutnant der Polizei und am 1. Juli 1944 zum General der Waffen-SS und Polizei sowie am 1. August 1944 zum SS-Obergruppenführer. In dieser Funktion nahm er an der Gruppenführer-Tagung am 4. Oktober 1943 in Posen teil, bei der Heinrich Himmler die erste Posener Rede hielt. Von Heinrich Himmler wurde er mit dem SS-Ehrendegen und dem SS-Totenkopfring ausgezeichnet.

Martin war in seiner Funktion als Polizeipräsident von Nürnberg-Fürth durch die Organisation und Durchführung der Deportation der fränkischen Juden in die Vernichtungslager für deren Schicksal mitverantwortlich. 
Im Wehrkreis XIII wurde er Anfang Oktober 1944 auch Höherer Kommandeur der Kriegsgefangenen.
Am 15. April 1945, einen Tag vor dem Beginn der Schlacht um Nürnberg, setzte Martin sich aus Nürnberg ab.

### Nachkriegszeit
Bei Kriegsende wurde Martin von den Alliierten in Haft genommen und verblieb bis August 1948 in alliierter Internierung. Danach wurde er von deutschen Behörden in Untersuchungshaft genommen. Gegen ihn wurde anschließend vor deutschen Gerichten mehrfach verhandelt. Am 14. November 1949 und am 1. Juli 1953 wurde Martin vom Landgericht Nürnberg-Fürth zweimal freigesprochen: Gegenstand des ersten Verfahrens war die Misshandlung zweier deutscher Häftlinge im Nürnberger Polizeigefängnis in den Jahren 1934 und 1936 sowie die fortgesetzte Misshandlung von russischen Häftlingen im Ausländergefängnis Langenzenn zwischen 1943 und 1944. Ein Teil der russischen Gefangenen war gestorben. Das zweite Verfahren betraf die Mitwirkung Martins an vier von sieben Transporten von Juden aus Franken nach Riga, Lublin und Theresienstadt zwischen November 1941 und September 1942. Anfang der 1960er Jahre lebte Martin in München.

### Sonstiges
Benno Martin gehörte dem Rotary Club in Nürnberg an.

## Schriften
- Handbuch der Gesetzeskunde für den Polizeiwachtmeister. Verlag "Offene Worte", 1926 (mehrere Auflagen)